# Elisabeta a Rusiei
Elisabeta Petrovna (rusă Елизаве́та (Елисаве́т) Петро́вна) (n. 18/29 decembrie 1709, Kolomenskoe⁠(d), Moskovsky Uyezd⁠(d), Gubernia Moscova⁠(d), Țaratul Rusiei – d. 25 decembrie 1761/5 ianuarie 1762, Sankt Petersburg, Imperiul Rus), cunoscută și ca Elisabeta, a fost o împărăteasă a Rusiei (1741 – 1762) care a implicat țara în Războiul austriac de succesiune (1740 – 1748) și în Războiul de 7 ani (1756 – 1763). Este cunoscută pentru dorința de expansiune teritorială a Rusiei. Politica sa internă a permis nobilimii să obțină o poziție dominantă în cadrul guvernului local, dar cu puteri limitate. Ea a încurajat înființarea de către Lomonosov a Universității din Moscova și a Academiei de Arte Frumoase din Sankt-Petersburg de către Șuvalov. A cheltuit, de asemenea, sume exorbitante pe proiectele grandioase în stil baroc ale arhitectului ei preferat, Bartolomeo Rastrelli, în special în Peterhof și Țarskoe Selo. Palatul de Iarnă și Catedrala Smolnîi rămân principalele monumente ale domniei sale la Sankt Petersburg. În general, ea a fost una dintre cei mai iubiți monarhi ruși, pentru că nu a permis germanilor să ocupe posturi în guvern și nicio persoană nu a fost executată în timpul domniei sale.

## Primii ani

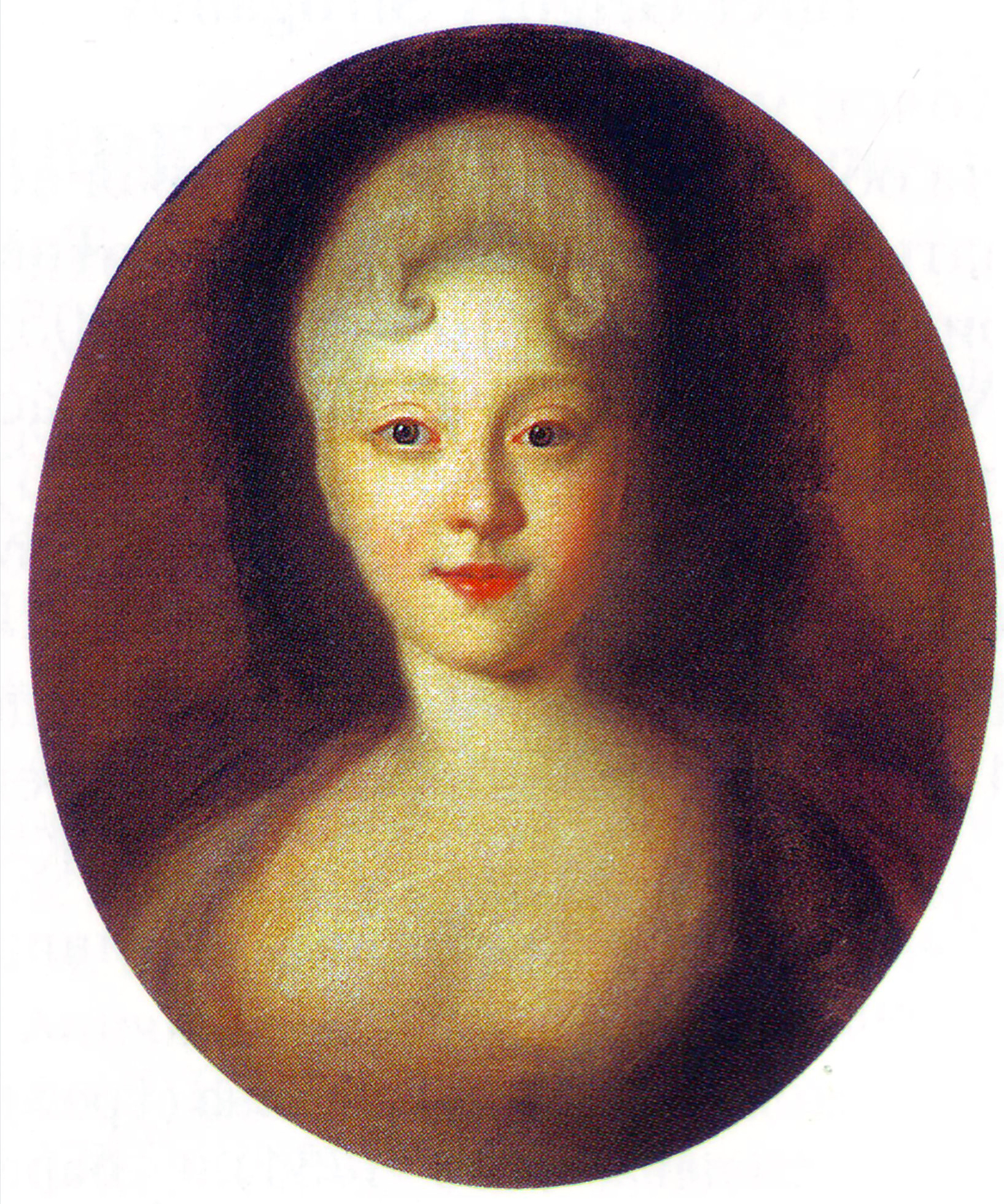
Elisabeta în anii 1720, pictură de Ivan Nikitich Nikitin.

Elisabeta, a doua fiică supraviețuitoare a țarului Petru cel Mare și a Ecaterinei I a Rusiei, s-a născut la Kolomenskoye, în apropiere de Moscova, la 18 decembrie 1709 (după calendarul iulian). Părinții ei s-au căsătorit în secret în 1707. Căsătoria s-a făcut public în februarie 1712. Cum părinții ei nu au făcut public cunoscut că erau căsătoriți în timpul nașterii Elisabetei, ea a fost considerată nelegitimă de către oponenții ei. 
Dintre cei 12 copii ai lui Petru cu Ecaterina (cinci fii și șapte fiice), numai două fiice au supraviețuit: Ana și Elisabeta. Ana a fost logodită cu Ducele de Holstein-Gottorp, nepotul regelui Carol al XII-lea al Suediei, vechiul adversar al lui Petru I.
Tatăl ei a încercat să facă o partidă bună și pentru Elisabeta la curtea Franței când a fost în vizită acolo. Petru a avut intenția de a-și căsători a doua fiică cu tânărul rege Ludovic al XV-lea al Franței însă bourbonii au refuzat oferta din cauza obscurei origini a mamei Elisabetei. Elisabeta s-a logodit cu Prințul Karl Augustus de Holstein-Gottorp, fiul lui Christian Augustus, Prinț de Eutin. Din punct de vedere politic era o alianță utilă și respectabilă. La câteva zile după logodnă, Karl Augustus a murit. În momentul morții lui Petru cel Mare nici un plan de căsătorie al Elisabetei nu se împlinise.
După moartea tatălui său și a ascensiunii pe tron a împărătesei Ana nici o casă regală sau casă nobilă din Europa nu permitea căsătoria cu Elisabeta deoarece ar fi fost privit ca un semn neprietenos față de împărăteasă. Căsătoria  cu un om de rând, ar fi costat-o pe Elisabeta nu numai titlul dar și dreptul său la succesiunea tronului Rusiei. 
Elisabeta și l-a făcut iubit pe Alexis Shubin, un sergent chipeș în regimentul Semyonovsky. După deportarea lui în Siberia din ordinul împărătesei Ana, ea și-a întors privirile către un vizitiu și chiar un chelner. În cele din urmă s-a consolat în brațele unui tânăr țăran ucrainean cu o voce de bariton care fusese adus la Sankt Petersburg de un nobil pentru corul bisericii. Numele lui era Alexis Razumovski. Mai târziu Razumovski va deveni cunoscut sub numele "Împăratul de noapte" iar Elisabeta îl va ridica la rangul de Prinț și mareșal.
După decesul împărătesei Ana, tronul a revenit micului Ivan care avea mai puțin de două luni. Mama sa, Anna Leopoldovna, era regentă. În primele ore ale zilei de 25 noiembrie 1741 Elisabeta a condus unitățile Gărzii Preobrazenski care a arestat-o pe regentă. Ivan al VI-lea a fost și el arestat. Ivan va fi ucis de gardienii săi în 1764 când un ofițer a încercat să-l elibereze.

## Domnie

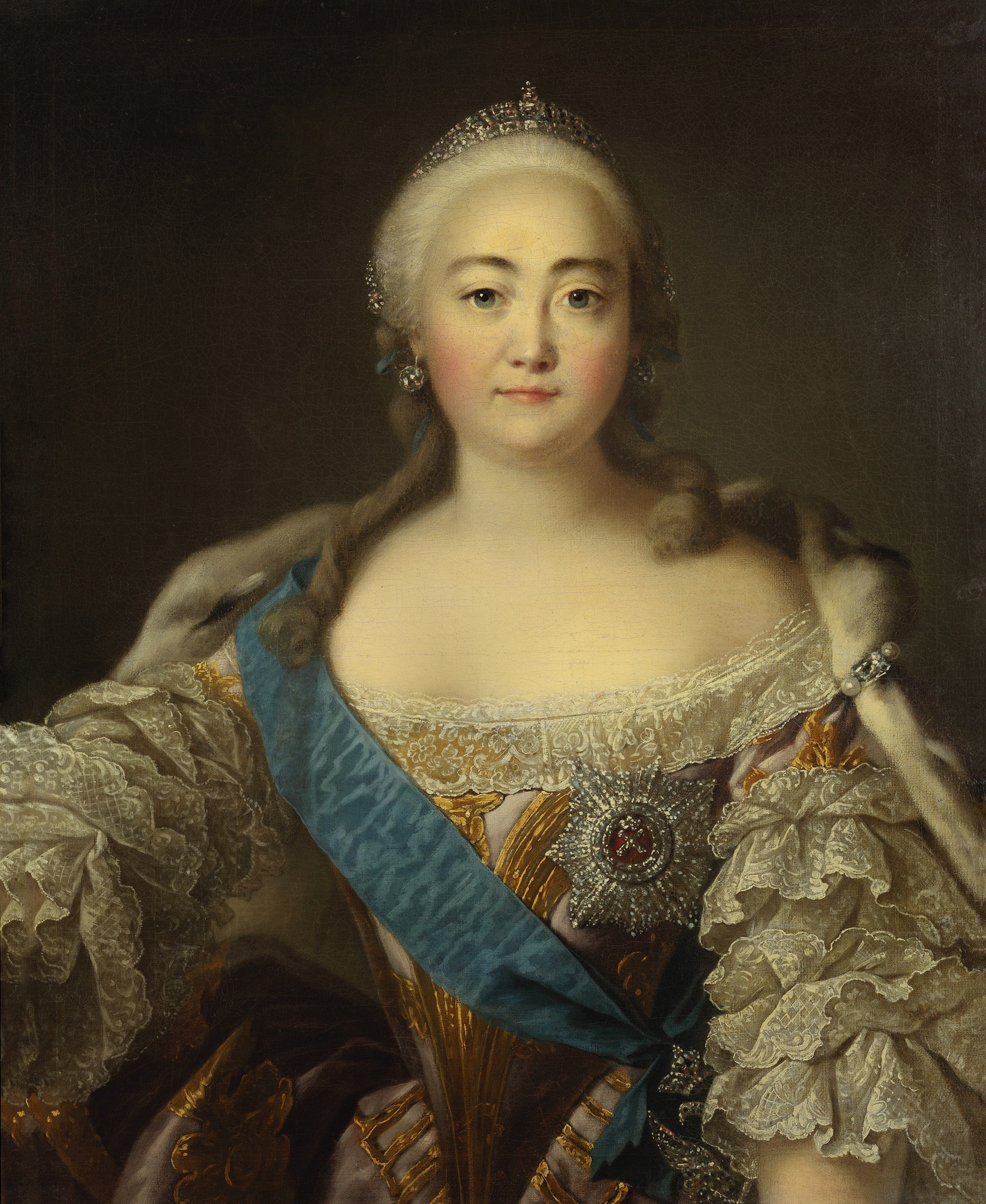
Împărăteasa Elisabeta de Iván Argunov.

Pentru mulți istorici, domnia Elisabetei a întruchipat corupția unei curți imperiale al cărei lux depindea de exploatarea a milioane de șerbi. Totodată, a fost o perioadă de creștere economică și progres cultural. Distracțiile preferate ale împărătesei erau dansul, muzica, artele frumoase și banchetele. 
Împărăteasa a încercat să rămână în relații bune cu Biserica, care îi sprijinise lovitura de stat. Totuși, la încoronarea ei de la Moscova din 1742, a luat coroana din mâinile arhiepiscopului de Novgorod și și-a pus-o pe cap, gest prin care se afirma subordonarea bisericii față de autocrație.   
Nepotul ei Karl Petru Ulrich a fost chemat în Rusia și desemnat moștenitor al ei în 1742. În 1745, Elisabeta a aranjat o căsătorie între Petru și prințesa germană Sofia Augusta Federica de Anhalt-Zerbst care s-a convertit la ortodoxism și a primit numele de Ecaterina. Abia după nouă ani Ecaterina a născut primul ei copil, Pavel.
Deși împărăteasa a dovedit un oarecare interes față de guvernare, luarea deciziilor obișnuite a rămas în mâinile demnitarilor cu vechime. Ea și-a menținut autoritatea neangajându-se niciodată în întregime în favoarea nici unei facțiuni. Razumovski, cu care se pare că s-a căsătorit în secret, nu avea ambiții politice. Figurile dominante din a doua jumătate a domniei erau membri ai familiilor Voronțov și Șuvalov.

### Războiul pentru succesiune din Austria
Împărăteasa a dovedit un interes activ față de politica externă. Elisabeta a încheiat favorabil pentru ruși războiul cu Suedia care a izbucnit în vara anului 1741 obținând o parte din sud-estul Finlandei conform Tratatului de la Abo din 1743.
Războiul pentru succesiune din Austria începuse în 1740 când Frederic cel Mare al Prusiei a invadat Silezia. Ambițiile expansioniste ale Prusiei au pus problema unei noi amenințări a intereselor Rusiei din centrul Europei. Franța, Spania și Bavaria au atacat Imperiul Habsburgic în 1741 iar Marea Britanie a trecut de partea Austriei. Părțile implicate în conflict au încercat să obțină sprijin rusesc prin mită și intrigă. Bestuzev-Riumin, unul din înalții funcționari de stat, a convins-o pe țarină să reînnoiască Tratatul rus de prietenie cu Marea Britanie în decembrie 1742. Apoi, el a obținut un avantaj în fața facțiunii franceze și a fost numit Cancelar al Afacerilor Externe în 1744. Totuși, Elisabeta, care  nu voia să implice Rusia într-un război, a păstrat echilibrul acordând titlul de vice-cancelar francofilului Mihail Voronțov. 
În 1746, Rusia a negociat o alianță cu Austria. Rusia a intrat în sfârșit în război când Marea Britanie a promis să-i plătească o subvenție. În 1748, armata rusă a pornit spre Rin, lucru care i-a determinat pe francezi să încheie pacea în octombrie același an. Rusia a fost exclusă de la negocierile de pace pentru că trupele sale nu au luptat și britanicii au refuzat să plătească subvenția.

### Viața la curte și cultura

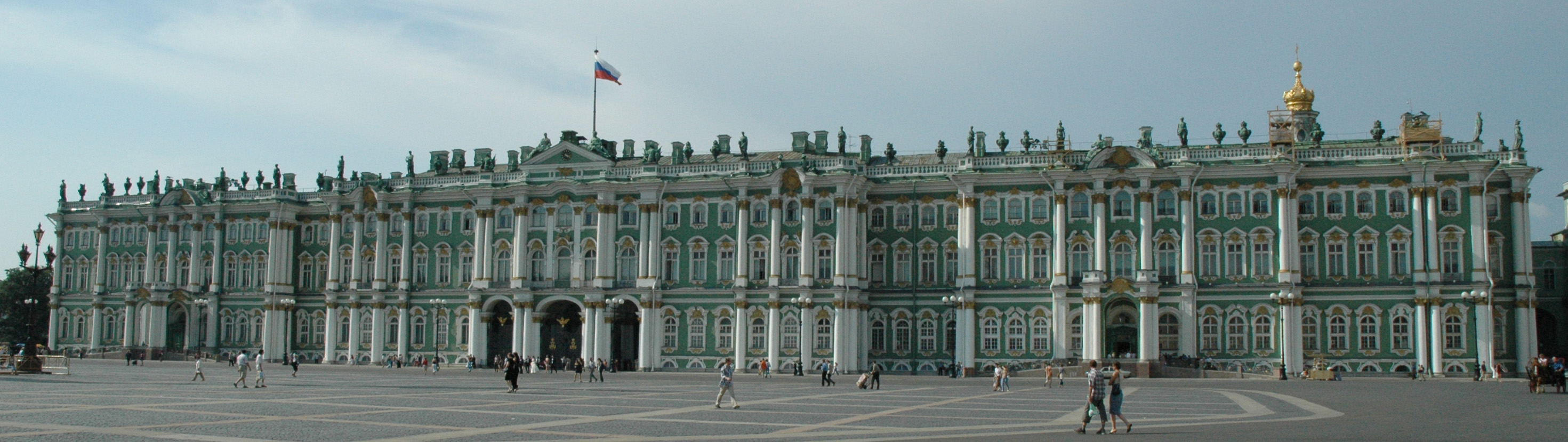
Palatul de Iarnă din Sankt Petersburg reconstruit de Elisabeta

Țarina avea ambiția să facă curtea ei să rivalizeze cu Versailles-ul ca centru de cultură și modă. Ea decidea ce era la modă, pedepsind orice femeie care o eclipsa ca aspect exterior sau vestimentație. După moartea ei, Petru al III-lea a descoperit un dulap la Palatul de Vară în care se aflau 15.000 de rochii. Balurile mascate organizate de ea erau detestate de curteni și diplomați, care erau nevoiți să apară în veșminte de bal și să prezinte omagii unei împărătese  costumate în marinar olandez.
A fost o influentă patroană a artelor care și-a sprijinit miniștrii în încercările lor de a îmbunătăți educația rușilor. În timpul domniei ei, talentatul om de știință și matematician Mihail Lomonosov a reorganizat Academia de Științe și a înființat Universitatea de la Moscova în 1755. Opera, baletul și teatrul au cunoscut o mare înflorire. 
În arhitectură, stilul baroc preferat de țarină a ajuns unul dintre mijloacele prin care s-a demonstrat puterea autocrației. Mănăstirea Smolnîi fondată de împărăteasă în 1748 și a cărei denumire derivă din cuvântul rus care se traduce prin "smoală", reflectă faptul că locul pe care a fost amplasată fusese utilizat la prelucrarea păcurii în timpul domniei lui Petru cel Mare. În 1761 s-a construit Casa Bărcii ca să adăpostească barca de lemn cu care a învățat să navigheze Petru I.
Prima înfăptuire majoră a Elisabetei a fost Palatul de Vară proiectat de Bartolomeo Francesco Rastrelli, care a fost fiul unui sculptor florentin angajat de Petru cel Mare. Elisabeta i-a cerut să reconstruiască și să extindă palatul. Lucrările au fost încheiate în 1752. În 1754 Elisabeta i-a cerut reconstruirea Palatului de Iarnă la o scară mult mai extinsă. 

### Politica internă
Cum în 1741 finanțele statului erau secătuite, salariile funcționarilor de stat și ale ofițerilor au fost reduse. În anii 1750 s-a urmărit să se transfere povara impozitelor din zona taxei pe cap de locuitor pe cea a taxelor indirecte. Impozitele crescute pe exporturi și importuri și o nouă taxă pe bunurile industriale importate introdusă în 1757 au contribuit la sporirea venitului și la stimularea fabricării bunurilor pe plan autohton.

Abolirea impozitelor interne din 1753 a promovat dezvoltarea comerțului. S-au înființat bănci care să finanțeze nobilii ce doreau să-și dezvolte moșiile. Până la sfârșitul domniei Elisabetei, producția de fontă a Rusiei o depășea pe cea a Marii Britanii.
Instituția șerbiei s-a întărit în timpul domniei Elisabetei. Printr-un decret emis în 1760 li se permitea moșierilor să-i pedepsească pe șerbii sub 40 de ani trimițându-i în Siberia. Pedeapsa cu tortura aplicată deținuților sub 17 ani a fost abolită în 1742. În 1754 țarina a creat o comisie însărcinată cu elaborarea unui nou cod  juridic. Codul, care nu a fost niciodată promulgat, ar fi întărit și mai mult privilegiile nobilimii.

### Războiul de Șapte Ani

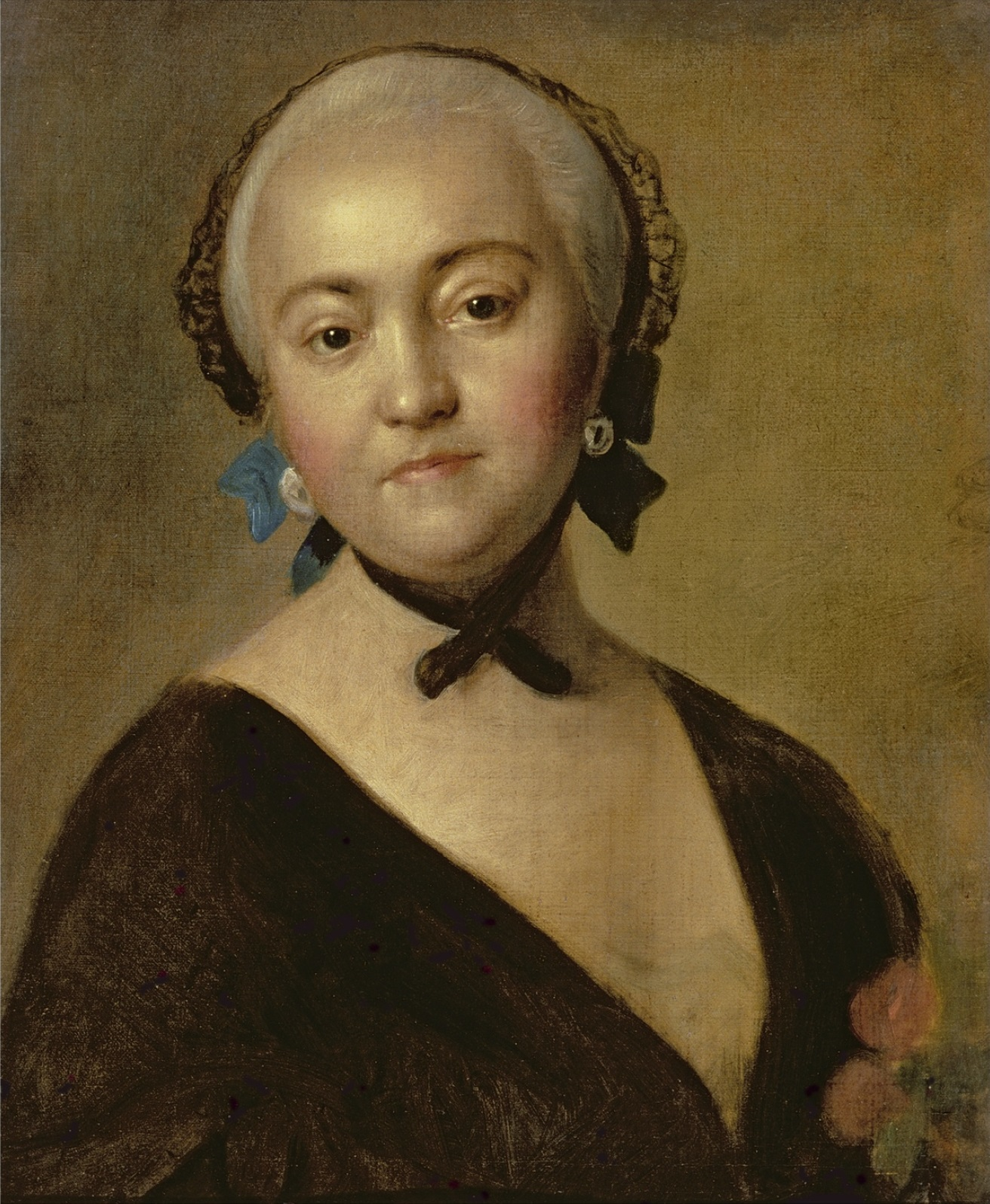
Împărăteasa Elisabeta

În 1756 englezii au negociat o alianță cu Prusia, lucru care a transformat situația diplomatică din Europa. Reacția Franței a fost alierea ei cu Austria. Conflictul cunoscut drept Războiul de Șapte Ani a început cu invazia Saxoniei de către prusaci în august 1756. Elisabeta a declarat război Prusiei și a făcut alianță cu Franța și Austria. Comandantul suprem al armatei ruse, feldmareșalul Aptaxin, care a invadat Prusia în vara anului 1757, dorea să evite o ciocnire cu prusacii, știind că Elisabeta e bolnavă iar moștenitorul ei era un pro-prusac convins. 
Cu toate că rușii i-au învins pe prusaci în august 1757, Aptaxin a fost demis pentru că nu a fructificat acest avantaj.

### Succesiunea
În iunie 1756 Elisabeta a suferit un atac cerebral și succesiunea a devenit principalul subiect de la curte. Nepotul ei Petru, în care țarina nu mai avea încredere, căzuse în dizgrație și apăruse zvonul conform căreia împărăteasa îl va numi succesor pe strănepotul ei Pavel. Mama lui Pavel, Ecaterina, a început să discute în secret cu Bestuzev-Riumin și ambasadorul britanic despre cum ar putea obține puterea pentru fiul ei după moartea împărătesei.
Al doilea atac cerebral din 1757 a lăsat-o pe țarină suspicioasă și impulsivă. Împărăteasa a îmbătrânit, a devenit foarte corpolentă, frumusețea ei a pălit și umbla cu multă greutate. La 20 decembrie 1761 a asistat la o reprezentație a teatrului ei privat și și-a afișat public afecțiunea față de strănepotul ei Pavel. După trei zile a suferit un nou atac și a murit în după-amiaza Crăciunului anului 1761.